# Alen Pajenk
Alen Pajenk est un joueur slovène, de volley-ball, né le 23 avril 1986. Il mesure 2,03 m et joue central.

## Clubs
| Club                | De        | À         |
| ------------------- | --------- | --------- |
| OK Maribor          | 2003-2004 | 2006-2007 |
| ACH Ljubljana       | 2007-2008 | 2009-2010 |
| Blu Volley Vérone   | 2010-2011 | 2010-2011 |
| AS Volley Lube      | 2011-2012 | 2012-2013 |
| Jastrzębski Węgiel  | 2013-2014 | 2014-2015 |
| Fenerbahçe SK       | 2015-2016 | 2016-2017 |
| Blu Volley Vérone   | 2017-2018 | 2017-2018 |
| Czarni Radom        | 2018-2019 | 2019-2020 |
| Stade poitevin      | 2020-2021 | 2020-2021 |
| Olympiakos Le Pirée | 2021-2022 | En cours  |

## Palmarès

### En sélection nationale
- Coupe Challenger FIVB (1)
  -  : 2019.
- Championnat d'Europe CEV
  -  : 2015, 2019, 2021.
  -  : 2023
- Ligue européenne (1)
  -  : 2015.
  -  : 2011.
- Jeux méditerranéens
  -  2009

### En club
- Ligue des champions CEV
  -  : 2014.
- Coupe CEV
  -  : 2017, 2018.
- Challenge Cup
  -  : 2023.
- Ligue MEVZA (2)
  - Vainqueur : 2008, 2010.
  - Finaliste : 2009.
- Championnat d'Italie (1)
  - Vainqueur : 2012.
  - Finaliste : 2013.
- Coupe d'Italie
  - Finaliste : 2012, 2013.
- Supercoupe d'Italie (1)
  - Vainqueur : 2012.
- Championnat de Pologne
  - Troisième : 2014.
- Coupe de Pologne
  - Finaliste : 2014.
- Championnat de Slovénie (3)
  - Vainqueur : 2008, 2009, 2010.
  - Finaliste : 2006, 2007.
- Coupe de Slovénie (4)
  - Vainqueur : 2006, 2008, 2009, 2010.
- Championnat de Turquie
  - Troisième : 2017.
- Coupe de Turquie (1)
  - Vainqueur : 2017.
- Championnat de Grèce (2)
  - Vainqueur : 2023, 2024.
  - Finaliste : 2022.
- Coupe de Grèce (2)
  - Vainqueur : 2024, 2025.
  - Finaliste : 2023.
- Coupe de la Ligue grecque (1)
  - Vainqueur : 2024-25.1
  - Finaliste : 2023.
- Super Coupe de Grèce (1)
  - Vainqueur : 2024.2
  - Finaliste : 2021, 2023.3

- 1 : La finale de la Coupe de la Ligue de la saison 2024-25 a eu lieu le 11 décembre 2024
- 2 : La finale du Super Coupe concernant la saison 2023-24 a eu lieu le 4 février 2025.
- 3 : La finale du Super Coupe concernant la saison 2022-23 a eu lieu le 24 janvier 2024.

### Distinctions individuelles
- 2011: Ligue européenne — Meilleur serveur
- 2021-2022: Championnat de Grèce — Meilleur central [1]
- 2022-2023: Championnat de Grèce — MVP et meilleur central [2]